# Jürgen Busch (Bibliothekar)
Jürgen Busch (* 3. Februar 1925 in Wolfenbüttel; † 21. März 1965 in Mainz) war ein deutscher Bibliothekar.

## Leben
Buschs Vater Friedrich Busch war Direktor der Stadtbibliothek Hannover, seine Mutter war Magda, geb. Hillewerth. Jürgen Busch besuchte das Kaiser-Wilhelm-Gymnasium in Hannover und leistete anschließend von 1943 bis 1945 Kriegsdienst im Zweiten Weltkrieg. Sein Studium der Klassischen Philologie und der Germanistik schloss er 1952 mit dem Staatsexamen und mit der Promotion in Göttingen ab. Anschließend durchlief er die Ausbildung als Volks-Bibliothekar in Flensburg und Bremen sowie an der Bibliotheksschule in Hamburg. 1954 legte er das Diplom ab und wurde anschließend Bibliotheksreferendar an der Staats- und Universitätsbibliothek in Göttingen. Nach der Fachprüfung 1956 ging er als Bibliotheksassessor an die Amerika-Gedenkbibliothek in Berlin. 1961 wechselte er als Direktor an die Stadtbibliothek Mainz.

## Veröffentlichungen (Auswahl)
- Das Geschlecht der Atriden in Mykene: eine Stoffgeschichte der dramatischen Bearbeitungen in der Weltliteratur. Göttingen 1951 (Göttingen, Univ., Diss., 1952).
- De bibliotheca Senatus: Beiträge zur Geschichte der Stadtbibliothek Hannover vom 15. bis zum Beginn des 19. Jh. Köln 1955.
- Kostenaufwand und Wirkungsmöglichkeit einer Autobücherei im ländlichen und grossstädtischen Büchereiwesen. Greven, Köln 1957.
- Die Ratsbibliothek in Hannover: Beiträge zur Geschichte der Stadtbibliothek vom 15. bis zum Beginn des 19. Jahrhunderts. Stadtbücherei. In: Hannoversche Geschichtsblätter; N.F. 10 (1957), Heft 3/4, S. 171–234.
- Hrsg. zusammen mit Werner Jahrmann: Kleine Beiträge aus der bibliothekarischen Arbeit: Wilhelm Schuster zum 70. Geburtstag am 10. Juni 1958 gewidmet. Amerika-Gedenkbibliothek, Berlin 1959.
- zusammen mit Eva Thortsen: Schlagwortverzeichnis für öffentliche Büchereien. Amerika-Gedenkbibliothek, Berlin 1961.
- Hrsg.: De Bibliotheca Moguntina: Festschrift der Stadtbibliothek Mainz zum fünfzigjährigen Bestehen ihres Gebäudes Rheinallee 33/10 am 7. November 1962. Stadtbibliothek, Mainz 1963 (Veröffentlichungen der Stadtbibliothek und der Öffentlichen Bücherei Mainz – Anna Seghers; 28)
- Die wissenschaftliche Stadtbibliothek, heute und morgen. In: Zeitschrift für Bibliothekswesen und Bibliographie, Bd. 11 (1964), Heft 5/6, S. 276–286.
- Bibliographie zum Bibliotheks- und Büchereiwesen. Aus dem Nachlaß bearb. von Ursula von Dietze. Harrassowitz, Wiesbaden 1966.